# Heberto Cuenca
Heberto Cuenca Carruyo (Maracaibo, 14 de octubre de 1895 - Caracas, 27 de enero de 1938) fue un profesor, escritor científico y médico precursor de la cardiología en Venezuela.

## Biografía

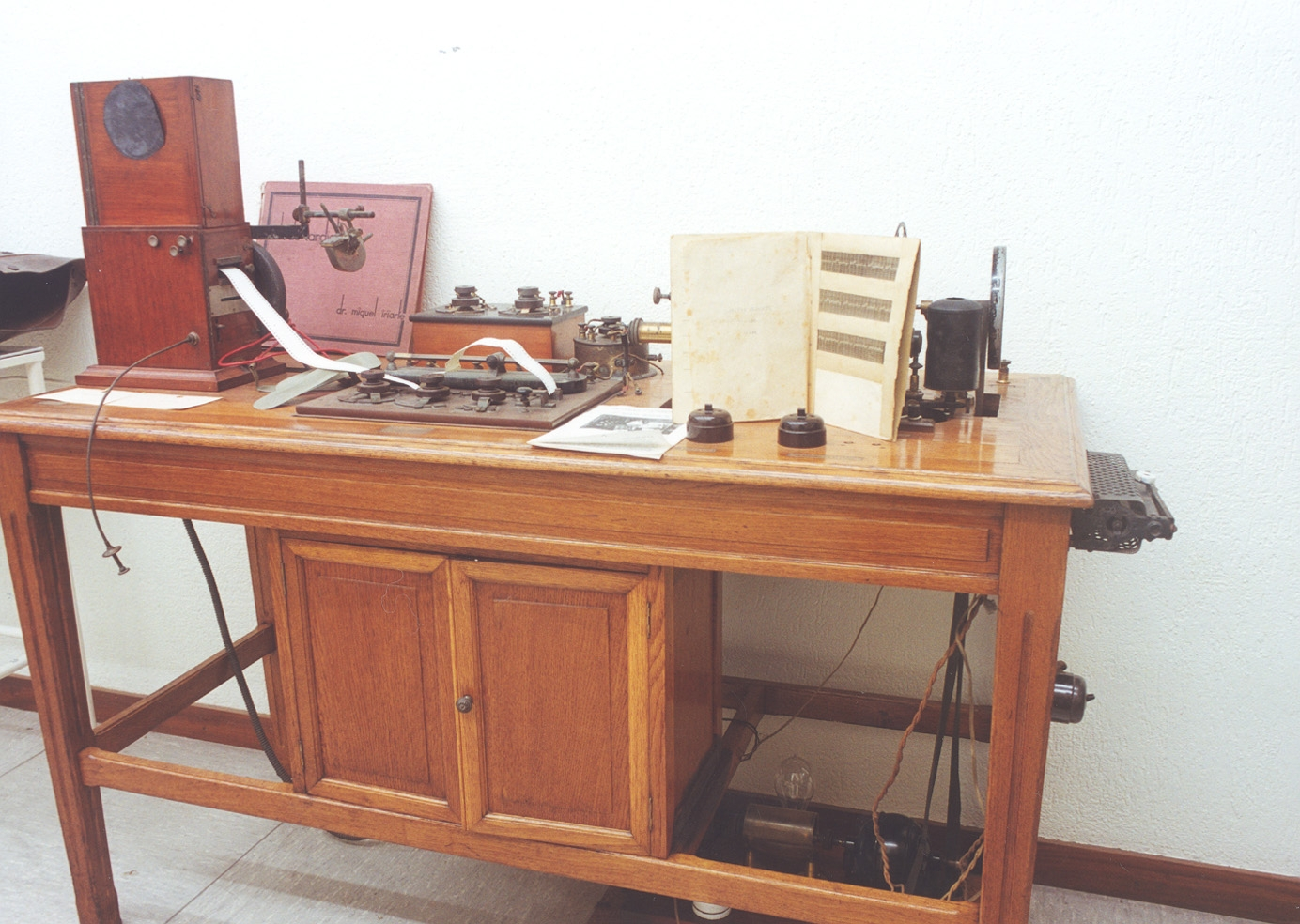
Modelo del primer Electrocardiógrafo utilizado en Venezuela y traído desde Francia por Heberto Cuenca

Su madre fue Lucrecia Carruyo y su padre Raúl Cuenca. Sus estudios de primaria y secundaria los realizó en Maracaibo graduándose en 1910 como bachiller en Filosofía. Luego de trasladarse a Caracas comienza sus estudios universitarios en  
la Facultad de Medicina de la Universidad Central de Venezuela en 1916 logrando culminar sus estudios con el título de Médico Cirujano en 1922 y en 1925 recibe el título de Doctor en ciencias médicas. Siendo estudiante pudo participar como preparador de Fisiología en la Escuela de Medicina de Caracas, preparador del Laboratorio e Interno del Hospital Vargas, monitor de Clínica Médica y docente en el Liceo Caracas.
Perfeccionó sus estudios de cardiología en Europa en dos viajes. Su primer viaje fue en 1925 y regresó a Maracaibo en 1926 con el primer electrocardiógrafo Boulitte que se conoció en Venezuela y un aparato de rayos X. Regresa a Europa en 1929 y pèrmanece hasta finales de 1930. En 1932 se radica en Caracas y trabajó en la Clínica Córdova y luego fue jefe de servicios del Hospital Vargas.. En 1935 fundo los Archivos venezolanos de hematología siendo elegido en abril de 1938 como Miembro de Número de la Academia Nacional de Medicina aunque no llegó a incorporarse ya que en enero fue asesinado en el frente de la clínica donde trabajaba.

## Publicaciones
- Nota preliminar sobre electrocardiografía en Venezuela
- Nota sobre un caso de endocarditis bacteriana de origen amigdaliano
- Comunicación interventricular, con estrechez de la arteria pulmonar
- Nota sobre un caso de angina de pecho de origen miocárdico
- Variaciones de las especies leucocitarias en la infección gripal (1918)
- La diazorreacción de Erlich: Interpretación de las causas que pueden simularla (1918)